# ビオー呼吸

（上から）正常な呼吸、ビオー呼吸、クスマウル呼吸、チェーンストークス呼吸のスパイログラム。

ビオー呼吸（英語: Biot's respiration）とは、無換気状態から急に深大な呼吸を開始して換気状態になることを繰り返す、異常な外呼吸の状態である。髄膜炎性呼吸、間欠髄膜炎性呼吸、断絶髄膜炎性呼吸とも呼ばれる。
チェーンストークス呼吸と同様に無換気と深呼吸の反復であるが、チェーンストークス呼吸とは異なり、一過性である。牛のワラビ中毒、スキサメトニウムの投薬、髄膜炎などで認められる。フランスの内科医カミーユ・ビオーにより発見されたことから命名された。ビオー呼吸が現れた場合は、炎症などに伴う脳圧亢進など、何らかの原因で脳幹部に障害が発生していることを示唆しており、生命の危機に瀕している可能性がある。